# Rationelekeuzetheorie
De rationelekeuzetheorie is een onderdeel van de handelingstheorie binnen de economie die het handelen van mensen beschrijft vanuit de aanname dat mensen hun keuzes baseren op rationeel denken. Hierbij wordt een afweging gemaakt tussen een aantal keuzemogelijkheden. De uiteindelijke keuze is gebaseerd op een rationele, logische afweging van de verschillende opties, waarbij het maximaal haalbare voor het individu centraal staat. Het individu kiest dus wat voor zichzelf de gunstigste optie is.

## Toepassing
Een bekende econoom die zijn theorieën baseerde op rationele keuze is Adam Smith. Hij stelde dat: each individual having the power (freedom) to act in his or her own self-interest will be led as if by an "invisible hand" (...) to actions that produce the maximum wealth (efficiency) for a society of individuals. Hij stelt dat als iedereen handelt uit eigenbelang, door middel van een onzichtbare hand de maximale welvaart voor de maatschappij wordt gegenereerd.
Andere klassieke en neoklassieke economen, zoals Francis Ysidro Edgeworth, zijn Smith gevolgd in zijn benadering. Volgens Kurt Lewin is de rationelekeuzetheorie gedefinieerd als het rationele politieke handelen dat ten grondslag ligt aan het keuzeproces, waarbij een afweging gemaakt wordt tussen mogelijkheden die verschillende voorkeuren krijgen toegekend. Deze preferenties worden gerangschikt op base van welke het meeste nut heeft voor het individu, waarna gekozen wordt voor de keuze met de hoogste preferentie.

## Kritiek
Op de rationelekeuzetheorie zijn verschillende kritieken gekomen. Een van die critici is Amartya Sen. Hij stelt in zijn paper over rationele keuze dat een individu niet al zijn mogelijke opties kan kennen (beperkte rationaliteit) en daarom niet tot een goede afweging kan komen. Daarnaast dient een individu rekening te houden met zijn omgeving als hij keuzes maakt; Sen noemt dit commitments.
Daarnaast heeft Mancur Olson kritiek geleverd door het prisoner's dilemma verder uit te werken. Deze laat zien dat individueel rationeel handelen niet altijd leidt tot een collectief optimum.
Heden ten dage is de rationelekeuzetheorie niet meer alleen in de economie van belang, maar is zij ook belangrijk geworden binnen sociale wetenschappen, zoals psychologie, sociologie en geografie. Zo beschrijft de geografie het ruimtelijk handelen. Dit handelen kan mede gebaseerd zijn op rationele keuzes.